# Аристотелови списи
Зборник Аристотелових списа, сачуван под називом Corpus Aristotelicum, заснива се на издању Аристотелових списа што га је приредно перипатетичар Андроник Рођанин у Цицероново доба.
Поред сачуваних списа у томе зборнику било је и других Аристотелових списа, али су они изгубљени. За њих знамо из навода доцнијих писаца, који се оснивају на Андроников рад, јер је он саставио и потпун попис списа Аристотелових и Теофрастових. Ти пописи јесу: 
- 1/ попис сачуван у Диогена Лаерћанина V 21—27;
- 2/ попис менагијски, који се оснива на Хесихију, а зове се менагијски по његову првом издавачу Менагију;
- 3/ попис перипатетичара Птолемеја, који је изгубљен, али за њега знамо отуд што су га оскудно дала два арапска писца из ХШ века: Ибн ел-Кифти и Ибн-Аби Осеибиам.

Сва три пописа налазе се у Аристотелову зборнику Берлинске академије (vol. V, pg. 1463 ss, 1466 ss, 1469 ss).
Аристотел је већ рано превођен на сирски, арапски и латински језик.

## Подела Аристотелових списа
- Доцнији перипатетичари делили су Аристотелове списе у три врсте.
- Једно су ексотерички списи (λόγοι κοινοί, εξωτερικοί, έκδεδομένοι, διάλογοι). Под њима се разумевају списи одређени за шири круг читалаца, тј. популарни списи.

Еудем или Ο души, где писац као Платон у Федону доказује бесмртност душе, 
Ο Филозофији у три књ., где се већ појављује критика Платонова учења ο идејама, 
Ο праведности у четири књ. 
Опомене (Προτρεπτικές), филозофско-паренетичка посланица кипарском краљу Темисону (Stob. 95.21). Од тих и осталих ексотеричких списа сачувани су само одломци.
- Друго су хипомнематички и синагогички списи. тј. белешке и критички изводи из научних списа (υπομνήματα) и различне збирке у којима је било сабрано природњачко, књижевно-историјско, политичко—историјско, антикварно и друго градиво (συναγωγοι, συντάγματα) за научно проучавање и за организовање науке. 
  - Ο добру.
  - Ο идејама.
  - Ο Питагоровцима.
  - Ο Архитиној филозофији.
  - Против учења Ксенофанова,
  - Против учења Мелисова,
  - Питања из Демокритових списа,
  - Ο Спеусиповој и Ксенократовој филозофији.
  - Изводи из Платонових Закона у три књ.
  - Изводи из Државе у 2 књ.,
  - Извод из Тимеја и Архитиних списа итд.

У синагогичке списе спадају, на пример. 
- - Анатомски описи са сликама у седам књига,
  - Зборник реторских теорија у две књ..
  - Реторски примери,
  - Дидаскалије, тј. зборник записника ο позоришним приказивањима.
  - Обичаји варварски,
  - Правни спорови хеленских градова,
  - Олиипијски победници.
  - Питијски победници итд.

Један од највећих зборника био је Државни устави у сто педесет и осам књига, од којих је у свакој био приказан устав једне државе. И од ових списа сачувани су само одломци. Какав је био научни апарат последњег зборнкка показује нам књига Атински устав, која је готово цела нађена год. 1890. у једном египатском гробу у рукопису из I века после Хр.
- Треће су есотерички списи (ακροάσεις, λόγοι ακροαματικοί, εσωτερικοί) и под њима се разумевају списи одређени за ужи круг слушалаца, тј. учитељски списи. Највећи број тих списа сачуван је.

Сачувани есотерички списи могу се поделити на ове скупине:
I. Логички списи, који су доцније добили име Органон ("Οργανον), тј. Оруђе, јер је Аристотел сматрао логику као оруђе за филозофске студије. Овамо спадају: 
- 1/ Категорије (Κατηγορίαι, Categoriae), у две књиге, тј. учење ο десет најопштијих предиката бића;
- 2/ Ο тумачењу (Περί έρμενείας, De interpretatione), тј. ο деловима и врстама реченица;
- 3/ Аналитика прва ('Αναλυτικά πρότερα, Analytica priora), у две књиге, тј. ο закључивању (силогизму);
- 4/ Аналитика друга ('Αναλυτικά ύστερα, Analytica posteriora), такође у две књиге, а расправља ο доказу и дефиницији;
- 5/ Топика (Τοπικά, Topica) у осам књига, а расправља ο дијалектичком закључивању на основу вероватних премиса;
- 6/ Ο варљивим доказима (Пερι σοφιστικών ελέγχων, De sophisticis redargutionibus), тј. о закључку којега је последња изрека варљива, али на основу пређашњих изрека има привид истинитости.

II. Природњачки (физикални, астрономски, биолошки, зоолошки, ботанички, метеоролошки, психолошки) и математички списи.
Најважнији од тих списа је велико дело Физика (Φυσική άκρόασις, Physica) у осам књига, једно од најсистематичнијих дела у целокупној историји филозофије
- - Ο небу (Περί ούρανοϋ, De caelo) у четири књиге. Овај спис садржи Аристотелову астрономију.
  - Ο постајању и престајању (Περί γενέσεως καί φθοράς, De generatione et corruptione) у две књиге. Поред општих извођења ο промени овај спис садржи и оно што би се могло назвати Аристотеловом хемијом.
  - Метеорологија (Τα μετεωρολογικά) у четири књиге, спис ο кометама, Кумовој слами, ветровима, ο морским појавама и земљотресу. Четврта књига је самостална, а расправља ο супротности топлог и хладног, сувог и влажног.
  - Ο свемиру (Περί κόσμου), није Аристотелов, него је из времена после Посидонија (стоичара из I века до н. е.).
  - Зоологија (Περί τά ζώα ίστορίαι, Historia animalium) у десет књига, упоредна анатомија и физиологија. Ово дело допуњују ови мањи списи:
    - Ο деловима животиња (Περί ζώων μορίων, De partibus animalium) у четири књиге;
    - Ο рађању животиња (Περί ζώων γενέσεως, De generatione animalium) у пет књига;
    - Ο ходу животиња (Περί ζώων πορείας, De incessu animalium);
    - Ο кретању животиња (Περί ζώων κινήσεως), али се мисли да овај спис није аутентичан.

  - Ο биљкама (Περί φυτών) у две књиге, али оно није аутентично. Аристотелов спис ο истом предмету није сачуван.
  - Ο души (Περί ψυχής) у три књиге. Овај спис садржи Аристотелову психологију. Уз ово главно психолошко дело надовезују се различне краће расправе, којима је доцније дан заједнички наслов.
  - Parva naturalia: Ο осећању и оном што се осећа (Περί αΐσθήσεως καί αισθητών), **Ο памћењу и сећању (Περί μνήμης καί άναμνήσεως),
  - Ο сну и бдењу (Περί ΰπνου καί έγρηγορήσεως),
  - Ο животу и смрти (Περί ζωής καί θανάτου) итд.
  - Списи ο физиономији (Φυσιογνωμικά) и Ο бојама (Περί χρωμάτων) нису аутентични, као ни спис Ο чудноватим вестима (Περί θαυμάσιων ακουσμάτων).
  - Зборник Питања (Προβλήματα), који броји тридесет и осам одсека, представља конгломерат различних природњачких, математичких, музичких и књижевних тема; у њему зацело има Аристотелове грађе, али она се не може више издвојити.
  - Да је Аристотел написао спис Питања, који је добио име по томе што су у њему постављена и решавана питања, види се отуд што се на њега позива.
  - Спис Механика (Μηχανικά) садржава специјалну врсту питања.
  - Ο недељивим цртама (Περί ατόμων γραμμών) садржава критику тзв. дискретне геометрије Аристотелова времена, али по свој прилици није аутентичан.

III. Метафизички спис је један једини у четрнаест књига. По месту у Андроникову зборнику он се зове Τα μετά τα φισικα.
IV. Етички, политички и економски списи. Овамо спадају:
- 1/ Етика Никомахова ('Ηθικά Νικομάχεια) у десет књига, која се тако зове по Никомаху, Аристотеловом оцу. Ово је главно дело Аристотелово из последњег, реалистичког, периода његовог рада и, у исти мах, прва сасвим очувана хеленска студија из области етике.
- 2/ Етика Еудемова ('Ηθικά Εύδήμεια) у седам књига, која се тако зове по Еудему, ученику Аристотелову, који је то дело издао.
- 3/ Етика велика (Ήθικά μεγάλα) у две књиге, коју је тако назвао Алберт Велики, non ideo quod scnptura plus contineat, sed quia dc pluribus tractat. Овај спис је само извод из прва два дела

Спис Ο врлинама и неваљалствима (Περί αρετών και κακιών) није Аристотелов.
- 4) Политика (Πολιτικά) у осам књига, главни политички спис Аристотелов, али није довршен.
- Спис Ο економици (Οικονομικά) у две књиге није аутентичан.

V. Естетички списи. Овамо спадају: 
- 1/ Реторика ('Ρητορικά) у три књиге. То је у ствари филозофија беседништва.
- 2/ Ο песничкој уметности (Περί ποιητικής) у две књиге, од којих је сачувана само прва, али у осакаћеном облику и с поквареним текстом, а расправља ο трагедији, мање обимно ο епопеји, а ο комедији само узгред. Својим учењем ο трагедији овај спис је извршио велик утицај на цео потоњи развитак естетике.

Поред већ наведених песничких ствари, и то Елегије Еудему, епиграма за Хермијину статуу и Химне Хермији, још је од Аристотела сачувано шест писама.

## Судбина Аристотелових списа
По Страбону (III 608) и Плутарху (Sulla 26), судбина Аристотелових списа била је оваква.
После Аристотелове смрти они су заједно с његовом библиотеком припали Теофрасту, а после смрти овога његову ученику Нелеју, Корискову сину, који их је оставио својим сродницима у Скепсиди. Ови су их, од страха да их не отму Аталиди, чији су они били поданици, и који су купили књиге за своју библиотеку, сакрили у неки подрум где су страдали од мемле и мољаца. Најзад су их за скупе новце продали Апеликонту Тејанину, а овај их донео у Атину, дао преписати испунивши празнине на погрешан начин, и тако их издао.
Из Атине однео је Аристотелове рукописе у Рим Сула, и ту их је уредио граматичар Тиранион, а онда их публиковао Андроник Рођанин, коме су они служили као основа за његов каталог Аристотелових списа.
Да је Теофраст своју библиотеку завештао Нелеју, за то знамо из његова тестамента (D. L. V 52), и отуда Страбонова и Плутархова вест ο судбини Аристотелових рукописа може бити истинита. Али, ако је у Страбона реч ο Аристотеловим рукописима као јединим примерцима, онда то не може бити истинито, јер с друге стране сазнајемо да су у III и II веку не само перипатетичарима него и њиховим противницима, стоичарима, најзнатнија есотеричка Аристотелова дела била позната. Зато је истини приличнија верзија друга (Athen. I 3 АВ), по којој је Птолемеј II Филаделф, оснивач Александријске библиотеке, откупио од Нелеја све списе који су остали после Аристотелове смрти.
Тако би извор поменутим каталозима Аристотелових списа био Хермип, александријски перипатетичар, који је у каталог тих списа унео оне који су се налазили у александријској књижници.